# Mistrzostwa Ameryki Północnej Strongman 2009
Mistrzostwa Ameryki Północnej Strongman 2009 – doroczne, indywidualne zawody północnoamerykańskich siłaczy.
Data: 5, 6 września 2009 r.

Miejsce: Gatineau (prowincja Quebec)  Kanada
WYNIKI ZAWODÓW:
| Miejsce | Zawodnik            | Kraj              | Punkty |
| ------- | ------------------- | ----------------- | ------ |
| 1.      | Christian Savoie    | Kanada            | 94     |
| 2.      | Jean-François Caron | Kanada            | 80     |
| 3.      | Josh Thigpen        | Stany Zjednoczone | 74,5   |
| 4.      | Karl Gillingham     | Stany Zjednoczone | 73     |
| 5.      | Scott Cummine       | Kanada            | 65,5   |
| 6.      | Johnathon Conner    | Stany Zjednoczone | 62     |
| 7.      | Corey St. Clair     | Stany Zjednoczone | 55     |
| 8.      | Mike Saunders       | Kanada            | 47     |
| 9.      | Grant Connors       | Kanada            | 44,5   |
| 10.     | Chad Coy            | Stany Zjednoczone | 43,5   |
| 11.     | Grant Higa          | Stany Zjednoczone | 35     |
| 12.     | Luke Skaarup        | Kanada            | 28     |